# 三碘化锝
三碘化锝是一种无机化合物，化学式为TcI3，是发现的第一个锝的碘化物，首次于2013年被报道。理论研究表明，单层TcI3具有铁磁性。
它可由Tc2(CH3COO)4Cl2和碘化氢于150 °C反应得到，或通过锝和碘在300~400 °C的反应来制备。它在450 °C的真空中分解，生成金属锝。